# Petříkov (okres České Budějovice)
Petříkov je obec ležící v okrese České Budějovice na řece Stropnici. Žije zde 300 obyvatel a jeho katastrální území zaujímá rozlohu 1939 ha. Skládá se ze dvou částí: Petříkova a Těšínova, katastrální území se nazývá Těšínov.

## Historie
Vesnice byla, podobně jako některá další místa na tehdejším novohradském panství (např. Hranice), založena z podnětu hraběte Johanna Buquoye roku 1790 při mlýně Petříkově, připomínaném již roku 1591 (jméno nese podle tehdejšího majitele mlýna Martina Petříka).
V letech 1938 až 1945 byla část území obce (Jiříkovo Údolí, Terezín) přičleněna (v důsledku uzavření Mnichovské dohody) k nacistickému Německu.

## Části obce

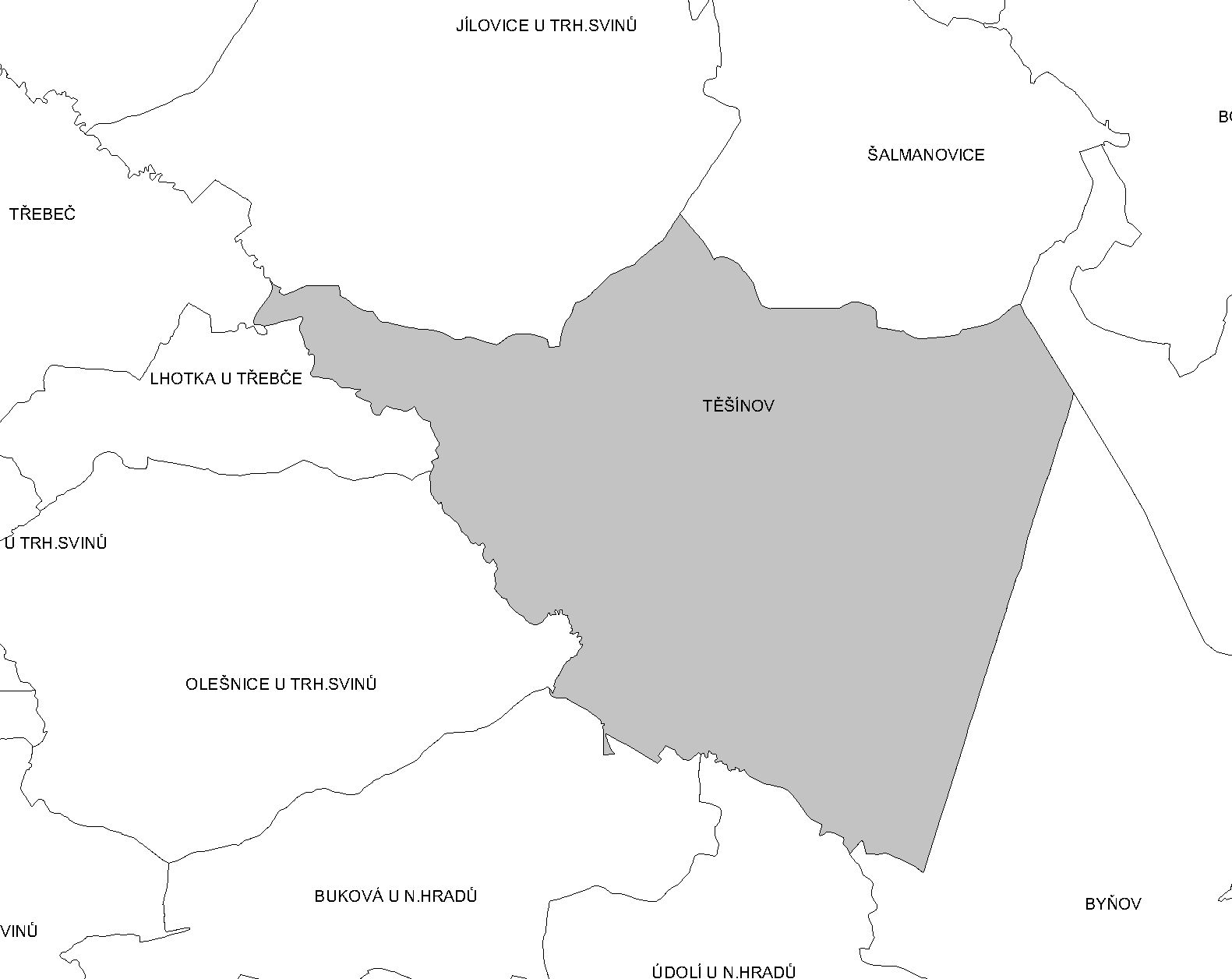
Katastrální území Petříkova

Obec Petříkov se skládá ze dvou částí, které obě leží v katastrálním území Těšínov.
- Petříkov
- Těšínov

## Příroda
Na území obce je:
- národní přírodní rezervace a evropsky významná lokalita Červené blato
- evropsky významná lokalita Stropnice

## Doprava
Železniční zastávka Petříkov leží na železniční trati České Budějovice – Gmünd. Obcí prochází silnice č.III/15431, po které vede cyklistická trasa č.1050. Přes Jiříkovo Údolí prochází silnice č.II/154, po které vede cyklistická trasa č.1034 (Greenway Rožmberského dědictví).